# G 단백질

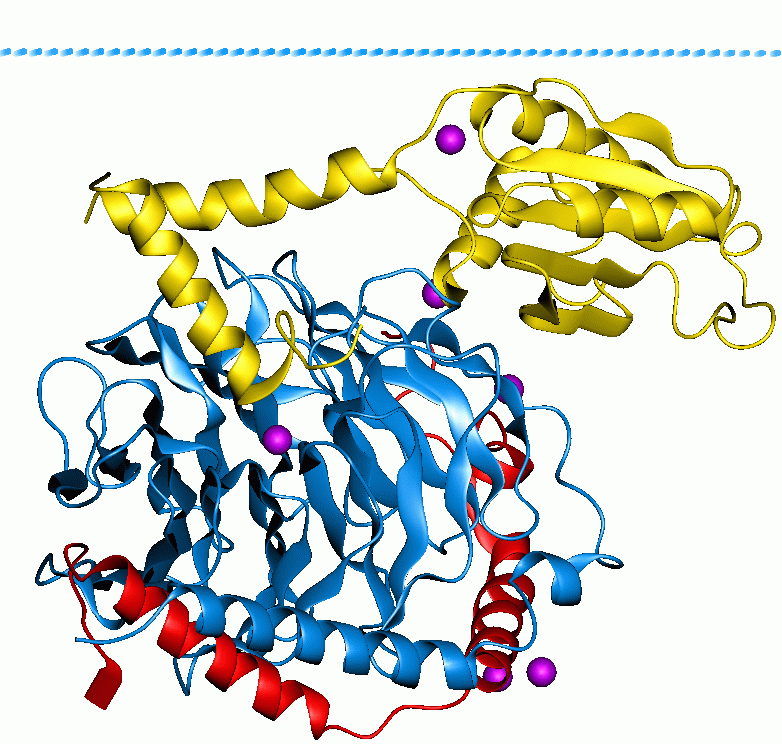
베타 소단위체와 감마 소단위체는 각각 파란색과 빨간색으로 표시되어 있다.

구아노신 이인산(GDP)의 구조

구아노신 삼인산(GTP)의 구조

G 단백질(영어: G protein)은 구아닌 뉴클레오타이드-결합 단백질(영어: guanine nucleotide-binding protein)로도 알려져있는데, 세포 바깥에서 발생한 화학적 신호를 내부로 전달하는 분자적 스위치 역할을 한다. G 단백질의 활성은 구아노신 삼인산(GTP)에서 구아노신 이인산(GDP)로의 전환을 통해 조절된다. G 단백질이 GTP과 결합하면 '켜짐'이 되고, GDP와 결합하면 '꺼짐'이 된다. G 단백질은 GTPase로 불리는 큰 그룹의 효소에 속해있다.
G 단백질의 두 개의 큰 부류가 있다. 첫 번째는 단량체의 작은 GTPase로 작용하고, 두 번째는 세 개의 소단위체를 가진 G 단백질로 작용한다. 세 개의 소단위체는 α 소단위체, β 소단위체, γ 소단위체로 구성되어 있다. 게다가 β와 γ 소단위는 서로 안정된 이량체 복합체를 형성할 수 있다.
세포 내부에 위치한 G 단백질은 G 단백질 연결 수용체를 활성화 시키는데, G 단백질 연결 수용체가 세포막을 늘린다. 신호 분자들이 세포 밖에 위치한 G 단백질 연결 수용체의 도메인에 결합한다. 세포 내부의 G 단백질 연결 수용체 도메인은 G 단백질을 활성화시킨다. G 단백질은 다음에 있을 신호전달 사건들을 활성화시켜서 결국에는 세포의 기능을 바꾸게 된다. G 단백질 연결 수용체와 G단백질은 함께 호르몬, 신경전달물질, 그리고 다른 신호인자들로부터 신호를 전달하는 역할을 한다. G 단백질은 효소, 이온 통로, 막수송단백질과 전사, 이동, 수축성, 분비 그리고 배아 발생, 학습과 기억, 그리고 항상성을 조절한다.

## 같이 보기
- G 단백질 연결 수용체
- GTP가수분해효소 (GTPase)